# Ruthène
Ne doit pas être confondu avec vieux russe.
Pour les articles homonymes, voir Ruthène (homonymie).
Cet article concerne la langue ruthène ancienne. Pour la langue rusyn moderne, voir Rusyn. Pour le peuple ruthène ou rusyn, voir Ruthènes.

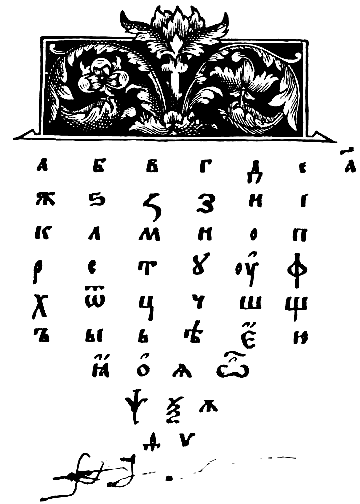
Azbuka de l'imprimeur Ivan Fiodorov, réputé être la plus ancienne trace écrite du ruthène.

Le ruthène ancien (ou ukrainien ancien ou biélorusse ancien ou rusyn ancien ou russe occidental ancien) est une langue éteinte qui faisait partie des langues slaves orientales, comme le russe.
De cette langue ancienne sont nés le biélorusse, l'ukrainien et le rusyn modernes actuels, d'où la désignation fréquente du ruthène comme ukrainien ancien ou rusyn ancien. Ce nom est utilisé par certains linguistes pour désigner les langues ou dialectes vivants utilisés par les Ruthènes, que d'autres dénomment rusyn.
Historiquement, les Ruthènes étaient les anciennes populations slavophones occidentales de l’actuelle Ukraine (à laquelle a été annexée la Ruthénie subcarpatique) et des alentours qui ont adopté le rite uniate (voir Église grecque-catholique ukrainienne) plutôt que le rite orthodoxe. La dispersion des Ruthènes dans diverses parties de l'Empire austro-hongrois, par une politique de migrations organisées, a eu pour résultat la différenciation des dialectes parlés, qui ont été érigés en deux langues ausbau distinctes au XXe siècle.
Toutefois, des minorités linguistiques se sont déplacées dans différentes régions d'Europe centrale (Slovaquie, Pologne), d'Europe du Sud (Voïvodine en Serbie, Ukraine) et de Russie occidentale, pour former et maintenir un groupe de dialectes modernes minoritaires, souvent désigné (à tort selon certains linguistes) comme « ruthènes » bien qu'ils aient de nombreuses différences et qu'ils aient beaucoup évolué, sous l'influence d'autres langues, par rapport au ruthène d'origine. Collectivement, ces langues ou dialectes modernes (ainsi que des formes régionales traditionnelles minoritaires de l'ukrainien, du biélorusse et du russe actuels) sont maintenant souvent appelés rusyn, au lieu de ruthène.